# アサヒセキュリティ
株式会社アサヒセキュリティ（英: Asahi Security Co., Ltd. ）は、東京都港区に本社を置く警備業者。

## 概要
1998年5月、株式会社エー・エス・エスとして設立。株式会社朝日セキュリティシステムズ（現・ザイマックスアルファ）が、親会社のダイエーから貴重品運搬・機械警備及び集配金事業に係る営業を譲り受け、その事業を分社化したもの。
ダイエーグループ、カーライル・グループを経て、2005年3月に豊田自動織機、2015年12月にセコムの子会社となる。大手集配金業務事業者の1社。

## 沿革
- 1998年（平成10年）5月 - 株式会社朝日セキュリティシステムズが、ダイエーより貴重品運搬・機械警備及び集配金事業の譲渡を受け、株式会社エー・エス・エスとして分社。
- 1999年（平成11年）1月 - 東京都港区（現在地）へ本社移転。
- 2002年（平成14年）2月 - カーライル・グループ等がダイエーグループからのMBOを実施。
- 2003年（平成15年）3月 - 株式会社アサヒセキュリティに社名変更。
- 2005年（平成17年）
  - 3月 - 
    - 愛・地球博における「現金処理運営業務」指定事業者として、集配金業務を実施。
    - カーライル・グループが保有する株式の全てを豊田自動織機に195億円で譲渡、同社の子会社となる。

  - 10月 - 情報セキュリティマネジメントシステム国際規格（BS7799-2）、国内規格（ISMS）を同時取得。
  - 11月 - 広島VEDSセンター、神奈川VEDSセンターを新設。
- 2006年（平成18年）
  - 4月 - 埼玉VEDSセンター新設移転。
  - 11月 - 大阪VEDSセンターを統合・新設移転、鳥栖VEDSセンターを新設移転。
- 2007年（平成19年）9月 - 名古屋VEDSセンターにて銀行ビジネスサービス業務を受託。
- 2008年（平成20年）
  - 5月 - 岡山センター新設。
  - 7月 - 新潟VEDSセンター新設。
  - 9月 - 岡山VEDSセンター開設。
  - 12月 - ISO 14001:2004（環境マネジメントシステム）を取得。
- 2009年（平成21年）
  - 4月 - 大阪VEDSセンターにて銀行ビジネスサービス業務を受託。
  - 5月 - 新三郷VEDSセンター新設。
  - 10月 - 福岡VEDSセンター新設。
  - 11月 - 盛岡VEDSセンター新設。
- 2010年（平成22年）4月 - 静岡VEDSセンター新設。
- 2012年（平成24年）4月 - 新名古屋VEDSセンター新設。
- 2015年（平成27年）
  - 10月 - 豊田自動織機が保有株式の全てをセコムに810億円で12月に売却すると発表[3]。
  - 12月 - セコムの子会社となる[1]。